# Kıyıbaşı
Kıyıbaşı (früher Arıncık) ist ein Dorf im Landkreis Muş der westtürkischen Provinz Muş. Kıyıbaşı liegt etwa 31 km nördlich der Provinzhauptstadt Muş. Kıyıbaşı hatte laut der letzten Volkszählung 241 Einwohner (Stand Ende Dezember 2010). Die Bevölkerung besteht hauptsächlich aus Kurden und Tschetschenen.